# Kenny Elissonde
Kenny Elissonde, né le 22 juillet 1991 à Longjumeau, est un coureur cycliste français, professionnel entre 2012 et 2024. Son palmarès comprend notamment une victoire d'étape au Tour d'Espagne obtenue en 2013.

## Biographie

### Enfance et carrière chez les amateurs
Kenny Elissonde commence le cyclisme à l'âge de huit ans. D'abord intéressé par le VTT, il passe ensuite à la route. En catégorie minimes, il remporte le championnat de l'Essonne.
En 2007, alors licencié à l'AS Corbeil-Essonnes, il intègre le Pôle espoirs de La-Roche-sur-Yon puis rejoint l'EC Château d'Olonne en 2008. Il remporte cette année-là le titre de champion de France sur route juniors à Cusset dans l'Allier, sur un parcours escarpé.
En 2010, il passe en catégorie espoirs (moins de 23 ans) et rejoint le CC Étupes, dans le Doubs. En août, il obtient sa première sélection en équipe de France en Coupe des Nations au Tour de la Vallée d'Aoste, dont il prend la septième place.
En 2011, il remporte le Ronde de l'Isard d'Ariège, grâce à sa victoire d'étape à Superbagnères. Le même mois, il intègre l'équipe professionnelle FDJ en tant que stagiaire. Il participe au Tour de Burgos sous ses nouvelles couleurs et est le mieux classé de l'équipe au classement général, à la treizième place. Après cette course, FDJ lui fait signer un contrat de deux ans. Il est 18e des Trois vallées varésines la semaine suivante. Avec l'équipe de France espoirs, il est deux fois deuxième d'étapes du Tour de la Vallée d'Aoste.

### Carrière professionnelle

#### 2012-2016: FDJ
Kenny Elissonde devient professionnel en 2012 au sein de l'équipe FDJ-BigMat. Il y retrouve plusieurs coureurs passés par le CC Étupes : Geoffrey Soupe et Thibaut Pinot. Pour ses débuts, il est équipier de ce dernier, grimpeur comme lui. Il commence l'année sans être à son meilleur niveau, selon ses dires. Au printemps, il participe notamment aux classiques ardennaises Flèche wallonne et Liège-Bastogne-Liège. En juin, il prend la quatrième place de la Route du Sud, puis en août il obtient sa première victoire professionnelle, une étape de Paris-Corrèze. En fin d'année, il qualifie sa première saison professionnelle de « moyenne ».
Il commence sa saison 2013 au Tour Down Under qu'il termine à la treizième place. Il prend ensuite la huitième place du Tour d'Oman, après avoir fini sixième de l'étape-reine. Il prévoit de participer au Tour d'Italie, son premier grand tour, mais il n'est finalement pas au départ. En septembre, il signe sa première grande victoire lors de la 20e étape du Tour d'Espagne, à l'Alto de l'Angliru au terme d'une longue échappée avec plus de 30 coureurs. Il part avec l'Italien Paolo Tiralongo dans l'avant-dernière difficulté de la journée puis lâche ce dernier dans l'Angliru pour arriver avec une trentaine de secondes d'avance sur Christopher Horner, alors qu'il comptait encore plus de 4 minutes d'avance au pied de cette dernière ascension. Le contrat qui le lie avec la FDJ est prolongé de deux ans peu après cette Vuelta.
En 2014, il obtient son meilleur résultat lors de la Route du Sud, qu'il termine à la septième place, en se classant quatrième de l'étape finissant à Val Louron. Il dispute à nouveau le Tour d'Espagne, qu'il quitte lors de la treizième étape à cause d'un « coup de chaud ».
Au printemps 2015, il participe au Tour d'Italie en tant qu'équipier d'Alexandre Geniez, neuvième du classement général. Pour sa part, Elissonde termine 46e de ce Giro et prend la huitième place de la neuvième étape, à San Giorgio del Sannio, à l'issue d'une échappée. Durant l'été, il est leader de la FDJ sur la Vuelta et prend la seizième place de cette course. Son contrat avec la FDJ est prolongé d'un an.
En début d'année 2016, il est opéré au genou et doit repousser le début de sa saison. Puis il revient en forme sur la Vuelta, où il prend la 5e place de la 6e étape et la 2e place de la 15e étape au sommet de l'Aubisque derrière Robert Gesink.

#### 2017-2019: équipier de luxe chez Sky, puis Ineos
Au mois d'octobre 2016, il signe un contrat avec l'équipe Sky l'engageant pour la saison suivante, ainsi qu'une saison supplémentaire en option. Il est le premier coureur français à faire partie de l'équipe depuis Nicolas Portal, devenu directeur sportif de l'équipe et qui faisait partie de l'équipe inaugurale en 2010. En janvier, il interrompt ses séances d'entraînement en compagnie de Christopher Froome afin de se rendre en Australie, où il fait ses débuts sous le maillot Sky lors du Tour Down Under. Sous ses nouvelles couleurs, il est troisième du Herald Sun Tour et de la Route du Sud au premier semestre 2017. Il prend également part au Tour d'Italie, mais abandonne lors de la 16e étape. Ayant fait ses preuves dans l'équipe, il signe un nouveau contrat le liant à Sky jusqu'à fin 2019.
En 2018, il joue un rôle majeur lors du succès de Froome sur le Tour d'Italie, notamment dans l'étape de Bardonnèche où le Britannique renverse la course après une échappée en solitaire. Elissonde profite de sa forme pour terminer le mois suivant troisième de la Route d'Occitanie. 
En 2019, pour la première fois depuis 2012, il ne participe à aucun grand tour après avoir été évincé de l'équipe du Tour d'Espagne la veille du départ, au profit de David de la Cruz.

#### 2020-2023: Trek Segafredo puis Lidl-Trek
En août 2020, il se classe septième du Mont Ventoux Dénivelé Challenges. En septembre, il fait partie de la sélection française qui décroche le titre mondial avec Julian Alaphilippe lors des championnats du monde d'Imola.
En 2021, Kenny Elissonde participe à son deuxième Tour de France. Il fait notamment partie de l'échappée lors de la 11e étape qui compte une double ascension du mythique mont Ventoux. Il termine deuxième à 1 min 14 du vainqueur Wout van Aert mais reçoit tout de même le prix de la combativité. Elissonde termine 36ème de cette Grande Boucle.
Avec David Gaudu, Guillaume Martin, Benoît Cosnefroy et Rémi Cavagna, il est choisi par Thomas Voeckler pour former l'équipe de France masculine de cyclisme sur route Jeux Olympiques de Tōkyō. Il termine 38ème de l'épreuve et David Gaudu, leader de la sélection française, 7ème.
Kenny Elissonde participe ensuite au Tour d'Espagne en tant qu'équipier de Giulio Ciccone. Il est présent dans l'échappée lors de la 3e étape qu'il termine à la 3ème place, ne pouvant pas suivre Rein Taaramäe qui fait coup double en remportant l'étape et le maillot rouge de leader. Elissonde accède à la deuxième place du podium. À l'issue de la 5e étape, il prend la tête du classement général, Taaramäe ayant été retardé par une chute massive. Il se dit alors partagé entre sa fierté d'obtenir le maillot rouge et le fait qu'il aurait aimé l'obtenir à la pédale et non pas à la suite d'une chute de Taaramaë. L'estonien déclare n'avoir aucun regret et dit être content pour le français. Cependant, Elissonde perd ce maillot de leader le lendemain au profit du slovène Primož Roglič qui l'avait endossé à l'issue du contre-la-montre inaugural avant le perdre deux jours plus tard sans l'avoir défendu. Atteint d'une inflammation du genou droit, il quitte la Vuelta durant la dix-septième étape.
En octobre 2022, il participe au Tour de Lombardie, où il est membre de l'échappée du jour.
En 2023, il se classe deuxième au Tour de l'Ain, derrière Michael Storer,.

#### 2024: dernière saison chez Cofidis
Elissonde s'engage pour 2024 avec la formation française Cofidis. Ses meilleurs résultats sont des quinzièmes place sur le classement général du Tour d'Oman et sur le Circuit de Getxo. En août, il dispute sa dernière course lors du Tour d'Espagne, mais abandonne après une semaine. À l'issue d'une saison décevante, où il n'a terminé qu'une seule des courses par étapes auxquelles il a pris part, il n'est pas conservé par Cofidis et doit mettre un terme à sa carrière à 33 ans.

## Palmarès, résultats et classements

### Palmarès amateur
| - 2005 - Champion de l'Essonne sur route minimes - 2007 - 2e du championnat d'Île-de-France sur route cadets - 2008 - Champion de France sur route juniors - 2009 - Trophée Louison-Bobet - 1re et 3e étapes du Tour du Valromey - 2010 - Grand Prix Vanotti | - 2011 - Annemasse-Bellegarde et retour - Loire-Atlantique Espoirs : - Classement général - 1re et 2e (contre-la-montre) étapes - Ronde de l'Isard : - Classement général - 2e étape - Classement général du Tour de Côte-d'Or - Classement général du Tour du Pays de Gex-Valserine - 2e de la Transversale des As de l'Ain |  |

### Palmarès professionnel
| - 2012 - 2e étape de Paris-Corrèze - 2013 - 20e étape du Tour d'Espagne - 2017 - 3e du Herald Sun Tour - 3e de la Route du Sud | - 2018 - 3e de la Route d'Occitanie - 2023 - 2e du Tour de l'Ain |  |

### Résultats sur les grands tours

#### Tour de France
2 participations
- 2020 : 25e
- 2021 : 36e

#### Tour d'Italie
3 participations
- 2015 : 46e
- 2017 : abandon (16e étape)
- 2018 : 51e, vainqueur du classement par équipe avec l'équipe Sky

#### Tour d'Espagne
9 participations
- 2013 : 33e, vainqueur de la 20e étape
- 2014 : abandon (13e étape)
- 2015 : 16e
- 2016 : 20e
- 2020 : non partant (8e étape)
- 2021 : abandon (17e étape),  maillot rouge pendant 1 jour
- 2022 : 64e
- 2023 : 50e
- 2024 : abandon (6e étape)

### Classements mondiaux
En 2005, l'UCI ProTour et les circuits continentaux sont créés, ayant chacun leur classement. L'UCI ProTour devient l'UCI World Tour et comprend 27 courses en 2011 et son classement ne concerne que les coureurs membres des 18 équipes ProTeam, dont FDJ ne fait pas partie. L'année suivante, FDJ-BigMat retrouve un statut de ProTeam, ce qui fait qu'Elissonde peut être classé au World Tour.
| Année                                 | 2010 | 2011 | 2012 | 2013 | 2014 | 2015 | 2016  | 2017 | 2018 | 2019 | 2020 | 2021 | 2022 | 2023 | 2024  |
| ------------------------------------- | ---- | ---- | ---- | ---- | ---- | ---- | ----- | ---- | ---- | ---- | ---- | ---- | ---- | ---- | ----- |
| UCI World Tour                        |      |      | nc   | 132e | nc   | 142e | 146e  | 351e | 357e |      |      |      |      |      |       |
| Classement mondial                    |      |      |      |      |      |      | 350e  | 449e | 601e | 897e | 252e | 299e | 510e | 601e | 1688e |
| UCI Europe Tour                       | 897e | 216e |      |      |      |      | 1076e | 515e | 402e | 652e | 207e | 252e | 406e | nc   | nc    |
| UCI Oceania Tour                      | nc   | nc   |      |      |      |      | nc    | 12e  | nc   |      |      |      |      |      |       |
|                                       |      |      |      |      |      |      |       |      |      |      |      |      |      |      |       |
| Légende : nc = non classéSource : UCI |      |      |      |      |      |      |       |      |      |      |      |      |      |      |       |